# Hidrofit
Hidrofit ali vodne rastline so rastline, ki so prilagojene, da živijo v vodnih okoljih. Običajno na površju vode plavajo samo listi in cvetovi, ostali del je povsem potopljen v vodi. Taka rastlina za svojo rast potrebuje številne posebne prilagoditve. Ker imajo zelo slabo razvit koreninski sistem, vodo in hrano, ki jo potrebujejo za svojo rast, črpajo s celim telesom. Npr. dolge korenine in tanki listi jim omogočajo večjo površino za črpanje mineralnih raztopin in kisika.